# Okenia mellita
Okenia mellita Rudman, 2004 è un mollusco nudibranchio della famiglia Goniodorididae.
Il nome deriva dal latino mellitus, cioè del miele, in riferimento al colore giallo-arancio intenso.

## Distribuzione e habitat
Rinvenuta al largo della coste orientali dell'Australia, specialmente del Nuovo Galles del Sud.